# Durian shōnen
„Durian shōnen” (jap. ドリアン少年 Dorian shōnen) – dwunasty singel japońskiego zespołu NMB48, wydany w Japonii 15 lipca 2015 roku przez laugh out loud records.
Singel został wydany w czterech edycjach: trzech regularnych (Type A, Type B, Type C) oraz „teatralnej” (CD). Osiągnął 1 pozycję w rankingu Oricon i pozostał na liście przez 23 tygodnie, sprzedał się w nakładzie 450 301 egzemplarzy. Singel zdobył status podwójnej platynowej płyty.

## Lista utworów
Wszystkie utwory zostały napisane przez Yasushiego Akimoto.

### Type A
| CD | CD                                                                | CD                | CD              | CD      |
| Nr | Tytuł utworu                                                      | Kompozycja        | Aranżacja       | Długość |
| -- | ----------------------------------------------------------------- | ----------------- | --------------- | ------- |
| 1. | „Durian shōnen” (jap. ドリアン少年)                               | Takanori Fujimoto | Seiji Mutō      | 4:25    |
| 2. | „Dōdemo ii hito kamen” (jap. どうでもいい人仮面)                  | Bugbear           | Makoto Wakatabe | 4:13    |
| 3. | „Inochi no heso” (jap. 命のへそ) (wyk. Team N)                    | Atsushi Umeguchi  | Araken          | 3:49    |
| 4. | „Durian shōnen” (jap. ドリアン少年) (off vocal ver.)              | Takanori Fujimoto | Seiji Mutō      | 4:25    |
| 5. | „Dōdemo ii hito kamen” (jap. どうでもいい人仮面) (off vocal ver.) | Bugbear           | Makoto Wakatabe | 4:13    |
| 6. | „Inochi no heso” (jap. 命のへそ) (off vocal ver.)                 | Atsushi Umeguchi  | Araken          | 3:49    |

| DVD | DVD                                                                            | DVD     |
| Nr  | Tytuł utworu                                                                   | Długość |
| --- | ------------------------------------------------------------------------------ | ------- |
| 1.  | „Durian shōnen” (jap. ドリアン少年) (Music Video)                              |         |
| 2.  | „Durian shōnen” (jap. ドリアン少年) (Music Video Dancing Version)              |         |
| 3.  | „Inochi no heso” (jap. 命のへそ) (Music Video)                                 |         |
| 4.  | „NMB48 feat. Yoshimoto Shinkigeki Vol. 12” (jap. NMB48 feat.吉本新喜劇 Vol.12) |         |

### Type B
| CD | CD                                                                     | CD                | CD              | CD      |
| Nr | Tytuł utworu                                                           | Kompozycja        | Aranżacja       | Długość |
| -- | ---------------------------------------------------------------------- | ----------------- | --------------- | ------- |
| 1. | „Durian shōnen” (jap. ドリアン少年)                                    | Takanori Fujimoto | Seiji Mutō      | 4:25    |
| 2. | „Dōdemo ii hito kamen” (jap. どうでもいい人仮面)                       | Bugbear           | Makoto Wakatabe | 4:13    |
| 3. | „Boku dake no Secret time” (jap. 僕だけのSecret time) (wyk. Team M)    | Carlos K.         | Carlos K.       | 3:44    |
| 4. | „Durian shōnen” (jap. ドリアン少年) (off vocal ver.)                   | Takanori Fujimoto | Seiji Mutō      | 4:25    |
| 5. | „Dōdemo ii hito kamen” (jap. どうでもいい人仮面) (off vocal ver.)      | Bugbear           | Makoto Wakatabe | 4:13    |
| 6. | „Boku dake no Secret time” (jap. 僕だけのSecret time) (off vocal ver.) | Carlos K.         | Carlos K.       | 3:44    |

| DVD | DVD                                                                                      | DVD     |
| Nr  | Tytuł utworu                                                                             | Długość |
| --- | ---------------------------------------------------------------------------------------- | ------- |
| 1.  | „Durian shōnen” (jap. ドリアン少年) (Music Video)                                        |         |
| 2.  | „Durian shōnen” (jap. ドリアン少年) (Music Video Dancing Version)                        |         |
| 3.  | „Boku dake no Secret time” (jap. 僕だけのSecret time) (Music Video)                      |         |
| 4.  | „„Jikendaze~tsu! Yamada Nana 24-ji” sōshūhen” (jap. 「ジケンだぜっ!山田菜々24時」総集編) |         |

### Type C
| CD | CD                                                                | CD                | CD              | CD      |
| Nr | Tytuł utworu                                                      | Kompozycja        | Aranżacja       | Długość |
| -- | ----------------------------------------------------------------- | ----------------- | --------------- | ------- |
| 1. | „Durian shōnen” (jap. ドリアン少年)                               | Takanori Fujimoto | Seiji Mutō      | 4:25    |
| 2. | „Dōdemo ii hito kamen” (jap. どうでもいい人仮面)                  | Bugbear           | Makoto Wakatabe | 4:13    |
| 3. | „Kokoro no moji o kake!” (jap. 心の文字を書け!) (wyk. Team BII)   | Narimoto_Tomomi   | Hiroshi Sasaki  | 4:13    |
| 4. | „Durian shōnen” (jap. ドリアン少年) (off vocal ver.)              | Takanori Fujimoto | Seiji Mutō      | 4:25    |
| 5. | „Dōdemo ii hito kamen” (jap. どうでもいい人仮面) (off vocal ver.) | Bugbear           | Makoto Wakatabe | 4:13    |
| 6. | „Kokoro no moji o kake!” (jap. 心の文字を書け!) (off vocal ver.)  | Narimoto_Tomomi   | Hiroshi Sasaki  | 4:13    |

| DVD | DVD                                                                      | DVD     |
| Nr  | Tytuł utworu                                                             | Długość |
| --- | ------------------------------------------------------------------------ | ------- |
| 1.  | „Durian shōnen” (jap. ドリアン少年) (Music Video)                        |         |
| 2.  | „Durian shōnen” (jap. ドリアン少年) (Music Video Dancing Version)        |         |
| 3.  | „Kokoro no moji o kake!” (jap. 心の文字を書け!) (Music Video)            |         |
| 4.  | „Sayonara, kakato o fumu hito” (jap. サヨナラ、踵を踏む人) (Music Video) |         |
| 5.  | „Taiwan de durian o tabete mita” (jap. 台湾でドリアンを食べてみた)       |         |

### Wer. teatralna
| CD | CD                                                                                         | CD                | CD              | CD      |
| Nr | Tytuł utworu                                                                               | Kompozycja        | Aranżacja       | Długość |
| -- | ------------------------------------------------------------------------------------------ | ----------------- | --------------- | ------- |
| 1. | „Durian shōnen” (jap. ドリアン少年)                                                        | Takanori Fujimoto | Seiji Mutō      | 4:25    |
| 2. | „Dōdemo ii hito kamen” (jap. どうでもいい人仮面)                                           | Bugbear           | Makoto Wakatabe | 4:13    |
| 3. | „Sayonara, kakato o fumu hito” (jap. サヨナラ、踵を踏む人) (wyk. Namba Teppōtai Sono Nana) | Yōji Noi          | Yōji Noi        | 4:15    |
| 4. | „Durian shōnen” (jap. ドリアン少年) (off vocal ver.)                                       | Takanori Fujimoto | Seiji Mutō      | 4:25    |
| 5. | „Dōdemo ii hito kamen” (jap. どうでもいい人仮面) (off vocal ver.)                          | Bugbear           | Makoto Wakatabe | 4:13    |
| 6. | „Sayonara, kakato o fumu hito” (jap. サヨナラ、踵を踏む人) (off vocal ver.)                | Yōji Noi          | Yōji Noi        | 4:15    |

## Skład zespołu
| „Durian shōnen” |
| --- |
| - NMB48 Team N: Yūri Ōta, Yūka Katō, Riho Kotani, Eriko Jō, Kei Jōnishi, Ririka Sutō (środek), Akari Yoshida - NMB48 Team N / AKB48 Team K: Sayaka Yamamoto - NMB48 Team M: Airi Tanigawa, Reina Fujie, Sae Murase, Fūko Yagura - NMB48 Team M / AKB48 Team A: Miru Shiroma - NMB48 Team BII: Miori Ichikawa, Ayaka Umeda, Kanako Kadowaki, Konomi Kusaka, Shū Yabushita - NMB48 Team BII / SKE48 Team S: Miyuki Watanabe - NMB48 Team BII / AKB48 Team 4: Nagisa Shibuya |

| „Dōdemo ii hito kamen” |
| --- |
| - Team N: Natsuko Akashi, Yūri Ōta (środek), Aika Nishimura - Team M: Azusa Uemura, Rina Kushiro - Team BII: Mirei Ueda, Chihiro Kawakami, Kokoro Naiki, Momoka Hayashi |

| „Inochi no heso” |
| --- |
| - NMB48 Team N: Natsuko Akashi, Yūmi Ishida, Yūri Ōta, Yūka Katō, Rika Kishino, Narumi Koga, Riho Kotani, Eriko Jō, Kei Jōnishi, Ririka Sutō, Rurina Nishizawa, Aika Nishimura, Rina Yamao, Yūki Yamaguchi, Akari Yoshida - NMB48 Team N / AKB48 Team K: Sayaka Yamamoto (środek) |

| „Boku dake no Secret time” |
| --- |
| - NMB48 Team M: Yuki Azuma, Akari Ishizuka, Azusa Uemura, Mizuki Uno, Ayaka Okita, Rena Kawakami, Rina Kushiro, Rina Kondō, Sara Takei, Airi Tanigawa, Reina Nakano, Reina Fujie, Megumi Matsumura, Mao Mita, Sae Murase, Ayaka Morita, Fūko Yagura (środek) - NMB48 Team M / AKB48 Team A: Miru Shiroma (środek) |

| „Kokoro no moji o kake!” |
| --- |
| - NMB48 Team BII: Anna Ijiri, Kanae Iso, Miori Ichikawa, Mirei Ueda, Ayaka Umeda, Mai Odan, Kanako Kadowaki, Chihiro Kawakami, Haruna Kinoshita, Konomi Kusaka, Hazuki Kurokawa, Kokoro Naiki, Momoka Hayashi, Chiho Matsuoka, Shū Yabushita - NMB48 Team BII / AKB48 Team B: Miyuki Watanabe (środek) - NMB48 Team BII / AKB48 Team 4: Nagisa Shibuya |

| „Sayonara, kakato o fumu hito” |
| --- |
| - Team N: Natsuko Akashi, Rina Yamao - Team M: Azusa Uemura, Reina Nakano - Team BII: Kanae Iso (środek), Chihiro Kawakami, Kokoro Naiki |

## Notowania
| Lista                             | Pozycja |
| --------------------------------- | ------- |
| Oricon Weekly Singles Chart       | 1       |
| Oricon Yearly Singles Chart       | 17      |
| Billboard Japan Hot 100           | 2       |
| Billboard Japan Top Singles Sales | 2       |